# 锡夫里弗福尔斯 (明尼苏达州)
錫夫里弗福爾斯（英語：Thief River Falls）是一個位於美國明尼蘇達州彭寧頓縣的都市。根據2010年美國人口普查，該地共人口8,573人，而該地的面積約為13.49平方千米。同時該地也是彭寧頓縣的縣治。

## 地理
錫夫里弗福爾斯的座標為48°07′00″N 96°11′00″W / 48.11667°N 96.18333°W，而該地的平均海拔高度為345米（即1132英尺）。